# Доминика на летних Олимпийских играх 2016
Доминика на летних Олимпийских играх 2016 года была представлена двумя спортсменами в лёгкой атлетике. Доминика, вместе с ещё 8 странами, имела одну из самых малочисленных делегаций на Играх. Меньше спортсменов было только у сборной Тувалу, которая была представлена 1 атлетом.
Знаменосцем сборной, как на церемонии открытия Игр, так и на церемонии закрытия стал участник крупнейших международных соревнований легкоатлет Йорданис Дураньона. По итогам соревнований сборная Доминики, выступавшая на своих шестых летних Олимпийских играх, вновь осталась без медалей.

## Состав сборной
Лёгкая атлетика
1. Йорданис Дураньона
2. Теа Лафон

## Результаты соревнований

### Лёгкая атлетика
Мужчины
Технические дисциплины
| Дисциплина     | Спортсмен          | Квалификация | Квалификация | Финал                | Финал                |
| Дисциплина     | Спортсмен          | Результат    | Место        | Результат            | Место                |
| -------------- | ------------------ | ------------ | ------------ | -------------------- | -------------------- |
| тройной прыжок | Йорданис Дураньона | NM           | —            | завершил выступление | завершил выступление |

Женщины
Технические дисциплины
| Дисциплина     | Спортсмен | Квалификация | Квалификация | Финал                 | Финал                 |
| Дисциплина     | Спортсмен | Результат    | Место        | Результат             | Место                 |
| -------------- | --------- | ------------ | ------------ | --------------------- | --------------------- |
| тройной прыжок | Теа Лафон | 12,82        | 37           | завершила выступление | завершила выступление |